# ボン・ベートーヴェン音楽祭

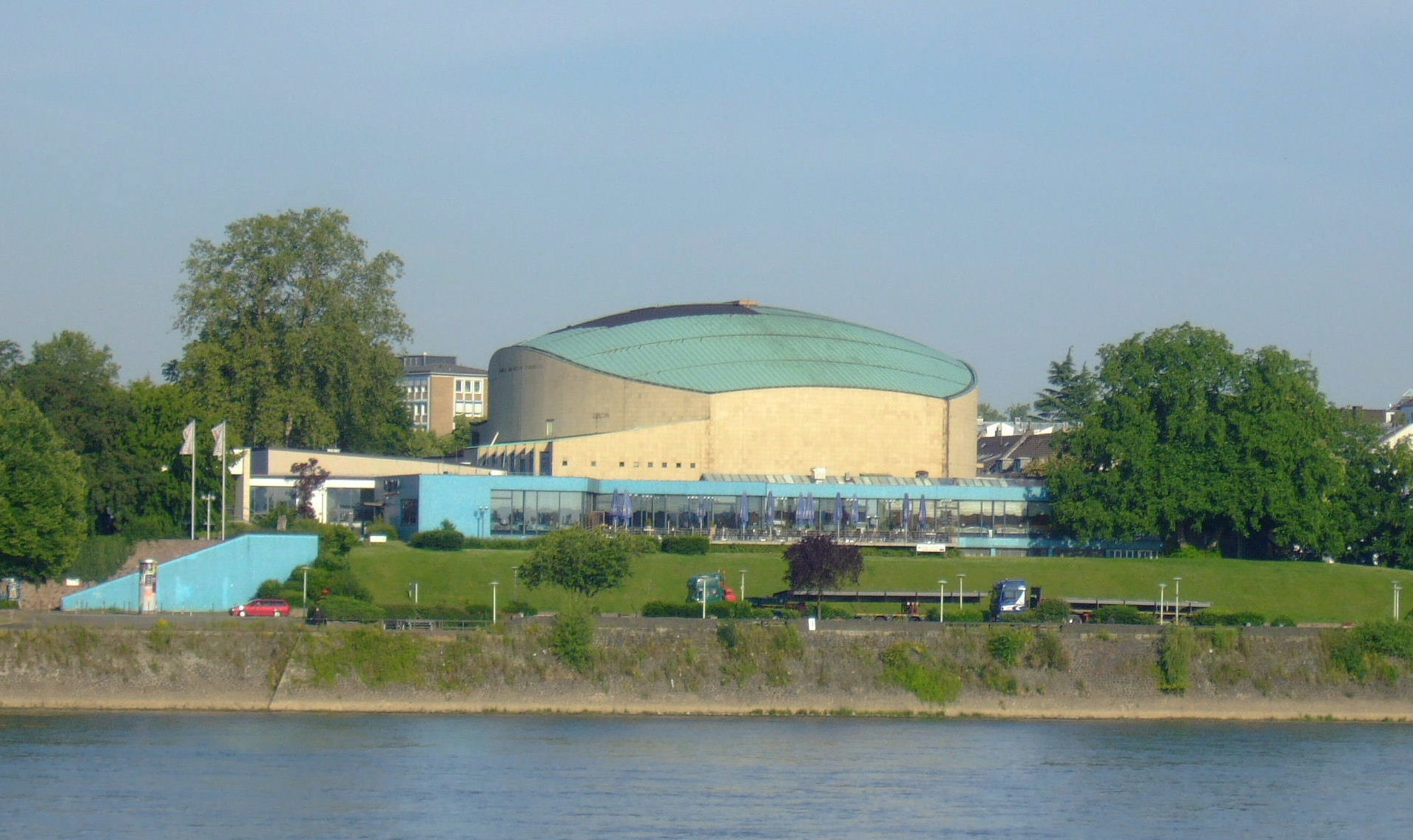
ベートーヴェンハレ

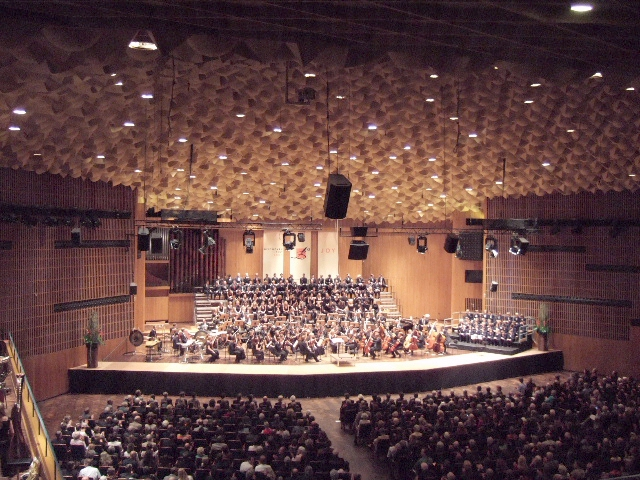
ベートーヴェンハレでのコンサート（2007年）

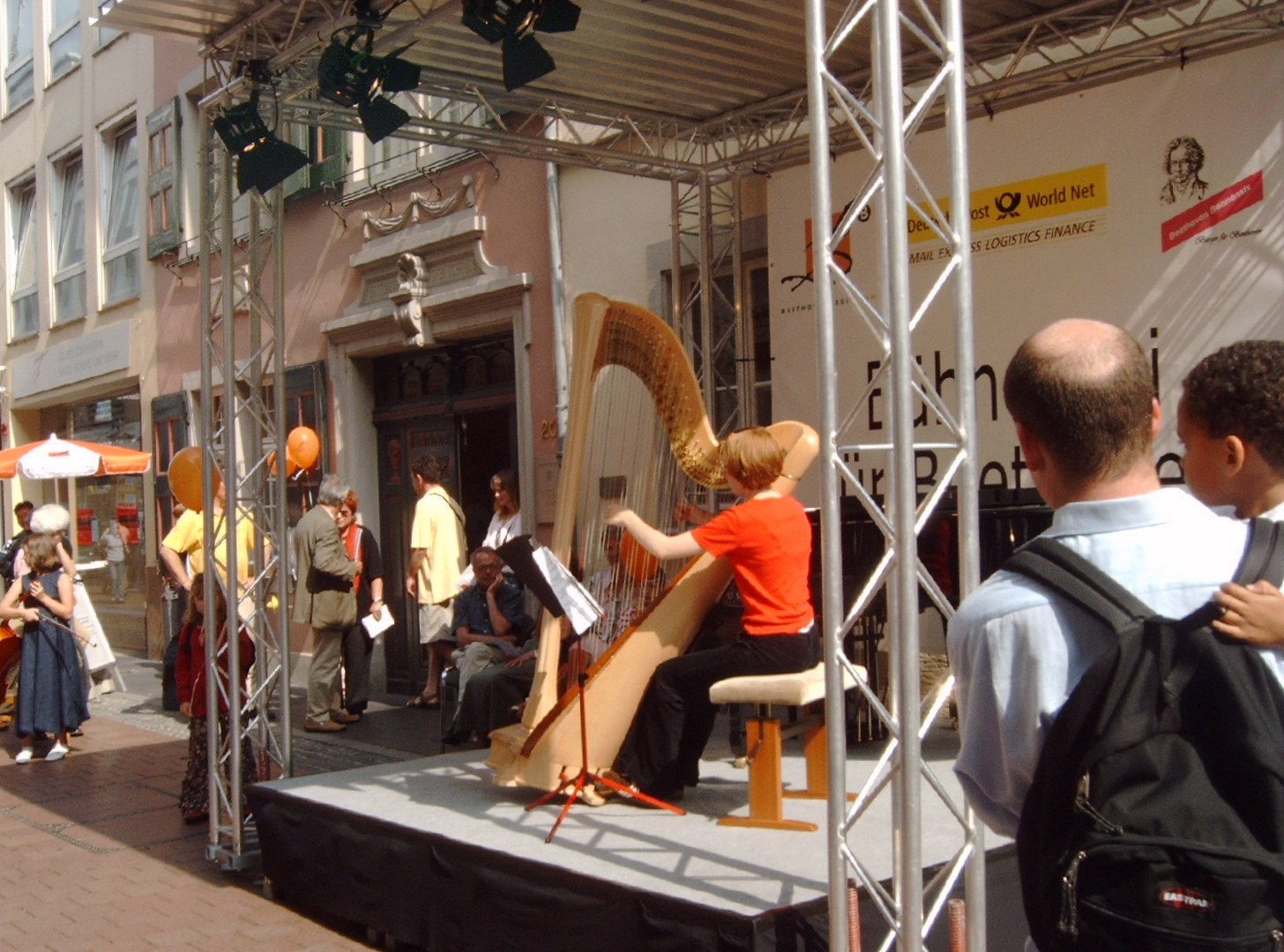
ベートーヴェン博物館前でのハープ・コンサート（2005年）

ボン・ベートーヴェン音楽祭（ドイツ語: Beethovenfest Bonn）は、ドイツのボンやその周辺のラインラント地方で毎年9月に開催される音楽祭。ボンはルートヴィヒ・ヴァン・ベートーヴェンの出身地。

## 概要
ベートーヴェンの生誕75年にあたる1845年に初めて音楽祭が開催された。その後も不定期に開催されたが、1931年から毎年開催されるようになった。1944年に第二次世界大戦で中断されたが、1947年から隔年で再開された。しかし1974年からは3年に一度になった。だが1990年代からボン市などの財政支援を受けて、1999年より毎年開催となって現在に至っている。
主会場は1959年に完成したベートーヴェンハレである。その他20の会場でオーケストラ、アンサンブル、独奏のコンサートが70近く行われる。

## 近年のテーマ
- 2005年：自由
- 2006年：ロシア
- 2007年：歓喜
- 2008年：音楽の力
- 2009年：光
- 2010年：開放 - 音楽のユートピアとの自由
- 2011年：これからの音楽
- 2012年：真の芸術は頑固なもの
- 2013年：変身

## 出演した音楽家

### 指揮者
- ケント・ナガノ
- パーヴォ・ヤルヴィ
- インゴ・メッツマッハー
- ヴァレリー・ゲルギエフ
- グスターボ・ドゥダメル
- マウリツィオ・ポリーニ
- ロリン・マゼール
- ダニエル・ハーディング
- クルト・マズア
- リッカルド・シャイー
- ジョナサン・ノット
- ズービン・メータ
- マレク・ヤノフスキ

### 演奏家
- アンドラーシュ・シフ
- アルフレート・ブレンデル
- ギドン・クレーメル
- ギャリック・オールソン
- ルイ・ロルティ
- ルノー・カピュソン
- レオニダス・カヴァコス
- エレーヌ・グリモー
- 石坂団十郎